# Johann Baptist Kuhn
Johann Baptist Kuhn (* 16. August 1810 in Durach; † 6. Januar 1861 in München) war ein deutscher Maler, Lithograf und Unternehmer.

## Leben
Mit dem 22. November 1824 ist der Eintritt des 14-jährigen Johannes Kuhn, Sohn eines Webermeisters aus Durach, Bezirk Kempten, im Fach Porträtmalerei an der Münchner Kunstakademie dokumentiert. Zu seinen Lehrern und dem Fortgang der Ausbildung fehlen weitere Informationen. 1837 heiratete er die Münchner Staatsrats- und Konferenzdienerstochter Johanna Mayr (1809–1886), die einen Putzmacher- und Näherladen betrieb und 1836 eine Lizenz für „Privatunterricht in weiblicher Handarbeit“ erworben hatte. Aus der Ehe gingen sieben Kinder hervor, unter ihnen Max Kuhn, genannt „der Ältere“ (1838–1888), der sich einen Namen als produktiver Maler und Zeichner machte.
Johann Baptist Kuhn betätigte sich zunächst als Architektur- und Landschaftsmaler. 1851 erwarb er zusätzlich eine Konzession des Münchner Magistrats zur Errichtung einer „Lithographischen Anstalt“, in der er eigene und fremde Vorlagen zur Vervielfältigung in der noch jungen Steindruck-Technik grafisch umsetzte. Populär wurde das in seiner Offizin gedruckte Bildnis von König Ludwig I. von Bayern, das der Münchner Lithograf Ignaz Fertig (1809–1858) nach einem Gemälde von Joseph Stieler auf den Stein gezeichnet hatte.

## Werkauswahl
eigenhändige Arbeiten:
- Das Prinz-Carl-Palais in München, Aquarell 1840: Karlsruhe, Staatliche Kunsthalle
- Die Ludwigstraße in München, Bleistift, Feder, Wasserfarben 1840: München, Stadtmuseum
- Die Münchner Residenz vom Hofgarten gesehen, 1839
- Die Residenz vom Max-Joseph Platz gesehen
- Das Palais Leuchtenberg in München, Aquarell 1840 (ehemals im Besitz von Königin Elisabeth von Preußen)[3]
- Ansicht vom Karolinenplatz in München mit reicher Personenstaffage, Aquarell 1840
- Der Königsbau in München, Aquarell, um 1842
- Schloss Hohenschwangau, Aquarell

Lithografien nach eigenen Vorlagen (Auswahl):
- Blick in die belebte Kaufingerstraße gegen Westen; rechts die Mauthalle (Augustinerkirche), die Michaelskirche und das Jesuitenkolleg, links die Fenster der Hermann’schen Kunsthandlung, vor deren Schaukästen sich das interessierte Publikum drängt, rechts Fuhrwerke und Passanten; Lithografie nach J. B. Kuhn, um 1840

Lithografien nach fremden Vorlagen (Auswahl):
Als Lithografien vervielfältigt wurden zahlreiche Zeichnungen nach Vorlagen des Sohnes Max Kuhn d. Ä. zehn Lithografien zu Werken Goethes, lithografiert von C. W. Müller (d. i. Carl Wilhelm Müller, 1839–1904), gedruckt bei Johann Baptist Kuhn, verwahrt das Goethe-Haus in Frankfurt am Main
- Gesamtansicht von München vom Giesinger Berg aus umrahmt von 16 Teilansichten, Lithografie mit Tonplatte von Valentin Ruths, gedruckt bei J. B. Kuhn, 1848
- Bildnis Karl Lichtenstein (1816–1866) nach Joseph Resch, 1856